# Ophiocaryon heterophyllum
Ophiocaryon heterophyllum är en tvåhjärtbladig växtart som först beskrevs av George Bentham, och fick sitt nu gällande namn av Urban. Ophiocaryon heterophyllum ingår i släktet Ophiocaryon och familjen Sabiaceae. Inga underarter finns listade.